# NGC 492

NGC 492

NGC 492 يشار إليها أحيانا باسم PGC 4976 أو GC 280، هي مجرة حلزونية تقع في كوكبة الحوت. تبعد حوالي 590 مليون سنة ضوئية من الأرض، وتم اكتشافها في 6 ديسمبر 1850 من قبل المهندس الأيرلندي بيندون بلود ستوني. على الرغم من أن جون دراير، منشأ الفهرس العام الجديد، بأن مكتشفها عالم الفلك ويليام بارسونز. يلاحظ بأن العديد من اكتشافاته المزعومة قام بها أحد مساعديه. في حالة NGC 492اكتشف هذا الاكتشاف بيندون ستوني الذي اكتشفه مع NGC 486 وNGC 490 و NGC 500 أثناء ملاحظته لي NGC 488 باستخدام تلسكوب 72.
تم وصف المجرة في البداية من قبل ستوني بأنها «خافتة للغاية وصغيرة ومستديرة وقطرها 25» وسطوع سطحها منخفض وأشار إلى موقعها مع خط 12 نجمة 3.7 ' mag شمال غرب وزوج خافت مع نجمتان 14 -14.5 mag شمال غرب.

## وصلات خارجية
- NGC 492 على موقع ويكي سكاي: DSS2, SDSS, GALEX, IRAS, Hydrogen α, X-Ray, Astrophoto, Sky Map, Articles and images